# 문학이론
문학이론(文學理論)이란 엄밀한 의미에서 문학의 본질이나 문학분석 방법들을 조직적으로 연구하는 것이다. 즉 "문학이란 무엇인가"를 구축하기 위한 이론이다. 문학 평론과는 달리 개별 작품의 읽기가 아니라 원래 문학이란 무엇인가, 혹은 무엇을 목표로 하는 것, 어떻게 구성되어 있는지, 근본적인 물음을 탐구하는 것이며, 작품의 비판은 일반적으로 구별된다.

## 같이 보기
- 커뮤니케이션 이론
- 비판 이론
- 문학평론
- 텍스트 (문학이론)